# Garry Kasparov
Garry Kímovich Kasparov (em russo: Га́рри Ки́мович Каспа́ров; pronúncia russa AFI: [ˈɡarʲɪ ˈkʲiməvʲɪtɕ kɐˈsparəf], nascido com o nome Garry Kimovich Weinstein, Bacu, 13 de abril de 1963) é um Grande Mestre e ex-campeão mundial de xadrez, escritor e ativista político nascido na República Socialista Soviética do Azerbaijão, União Soviética (atual Azerbaijão). É considerado por muitos o maior enxadrista de todos os tempos.
Kasparov foi o jogador mais novo a se tornar campeão mundial de xadrez em 1985, quando tinha 22 anos na final do mundial. (Em 2002 Ruslan Ponomariov com apenas 18 anos se tornou o mais jovem Campeão Mundial de toda história do xadrez.)  Manteve o título mundial de melhor jogador oficial da Federação Internacional de Xadrez até 1993, quando uma disputa com a FIDE levou-o a criar uma organização rival, a Professional Chess Association. Ele continuou a vencer o Campeonato Mundial de Xadrez Clássico pela PCA, até ser derrotado por Vladimir Kramnik em 2000 sem ganhar sequer uma única partida. Garry também é largamente conhecido por ser o primeiro campeão mundial de xadrez que jogou uma partida contra um computador, quando perdeu para o Deep Blue em 1997.
As conquistas de Kasparov incluem ser classificado como o número um do mundo de acordo com o rating ELO quase continuamente de 1986 até sua aposentadoria em 2005. Ele mantém, também, o recorde de Chess Oscars, tendo recebido o prêmio onze vezes.
Entre 1984 e 1990, Kasparov foi membro do Comitê Central de Komsomol e membro do Partido Comunista da União Soviética. Ele anunciou sua aposentadoria do xadrez profissional em 10 de março de 2005, para dedicar seu tempo à política e à escrita. Formou o movimento United Civil Front, e tornou-se membro do The Other Russia, uma coalizão de oposição à administração de Vladimir Putin. Ele foi candidato para presidente nas eleições de 2008, mas depois desistiu. Ele foi barrado por falta de encontrar um espaço suficientemente grande de aluguel para montar o número de adeptos que está legalmente exigidos para endossar tal candidatura o levou a se retirar. Kasparov culpou "obstrução oficial" para a falta de espaço disponível. Embora ele é amplamente considerado no Ocidente como um símbolo da oposição a Putin, ele foi impedido de o escrutínio presidencial. O clima político na Rússia supostamente faz com que seja difícil para os candidatos da oposição para organizar.
Embora altamente considerado, no Oriente, como um símbolo de oposição a Putin, o apoio de Kasparov na Rússia era fraco.

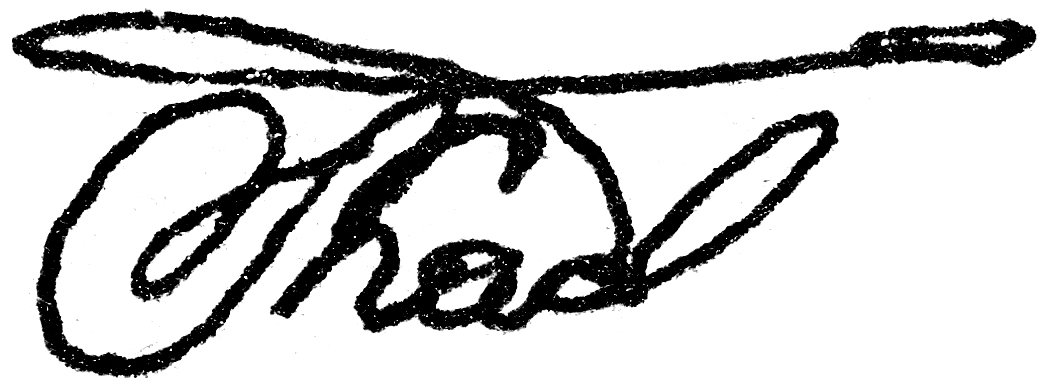
Autógrafo.

Em 14 de abril de 2007 Kasparov foi preso com quase outras 200 pessoas ao participar de um protesto contra o Kremlin, e ficou detido por cerca de dez horas, além de ter sido multado em mil rublos. Em novembro do mesmo ano, foi novamente preso, em um protesto contra Vladimir Putin e ficou detido desta vez por cinco dias. 
Em 2013, partiu para o exílio, dada a intensificada hostilidade do regime de Putin para com a crescente oposição.
Desde 2012, foi presidente da Fundação de Direitos Humanos, sendo sucedido em 2024 por Yulia Navalnaya, outra opositora russa, e viúva de Alexei Navalny.

## Carreira

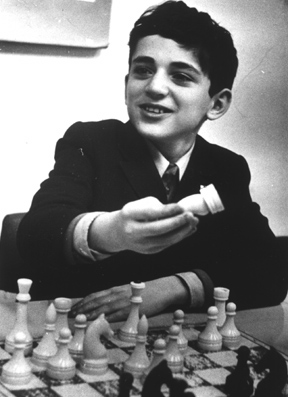
Aos 11 anos, em Vilnius, no ano de 1974.

Garry Kasparov nasceu Garry Weinstein (russo: Гарри Вайнштейн) em Bacu, de uma mãe armênia e um pai judeu. Ele se iniciou no estudo do xadrez após propor uma solução para um problema criado por seus pais. Seu pai morreu de leucemia quando ele tinha sete anos. Aos 12, ele adotou o sobrenome armeniano de sua mãe, Kasparyan, modificando-o para uma versão mais russa, Kasparov.
A partir dos 7 anos, Kasparov frequentou a Young Pioneer Palace em Bacu e aos 10 começou a treinar na escola de xadrez de Mikhail Botvinnik, com o técnico Vladimir Makogonov. Makogonov desenvolveu as habilidades posicionais de Garry e ensinou-o a execução da Defesa Caro-Kann e variantes do Gambito da Dama. Kasparov venceu o Campeonato de Juniores da União Soviética em Tbilisi, no ano de 1976, aos 13 anos, com 7 pontos de 9. Ele repetiu a façanha no ano seguinte, com um placar de 8½ de 9. Durante este tempo, estava sendo treinado por Alexander Shakarov.
Em 1978, Kasparov participou do torneio Sokolsky Memorial, em Minsk. Ele foi convidado como uma exceção mas ficou em primeiro lugar. Garry já disse repetidamente que este evento foi o ponto de virada da sua vida e convenceu-o de escolher o xadrez como sua carreira.
Ele se classificou para o Campeonato de xadrez da União Soviética pela primeira vez aos 15 anos, em 1978, o jogador mais novo naquele nível. Ele venceu o torneio em Daugavpils, pelo tiebreaker com Igor V. Ivanov, garantindo o único lugar de qualificação.
Kasparov subiu rapidamente no ranking da FIDE. Começando com a supervisão da Federação Russa de Xadrez, ele participou de um torneio de Grande mestre em Banja Luka, em 1979, enquanto ainda não tinha classificação. Ele ganhou este torneio de alta classe, emergindo com um ranking provisório de 2595, o suficiente para levá-lo ao grupo dos melhores jogadores do mundo, que na época era representado por quinze enxadristas. No ano seguinte, ele venceu o Campeonato Mundial de Juniores em Dortmund, Alemanha Ocidental. Depois daquele ano, ele fez sua estreia como segundo reserva da União Soviética na Olimpíada de Xadrez em La Valletta, Malta e se tornou um Grande Mestre de Xadrez (ou Grandmaster).

## Primeiro título mundial

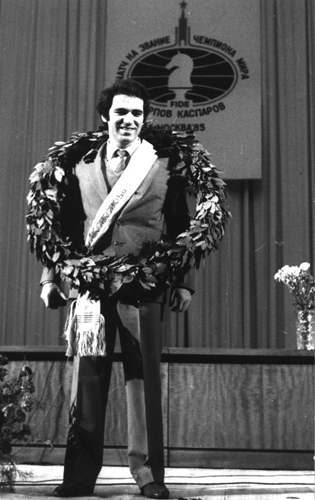
Kasparov após vencer o primeiro título de Campeão Mundial em 1985.

A segunda disputa entre Anatoly Karpov e Garry Kasparov foi organizada em Moscou como o melhor de 24 jogos, onde o primeiro jogador a obter 12,5 pontos ganharia o título de Campeão Mundial e o resultado final não importaria. Mas no caso de um empate de 12-12, o título permaneceria com o Campeão anterior, Karpov. Em 9 de novembro de 1985, Kasparov se tornou Campeão Mundial com o placar de 13-11, vencendo o vigésimo quarto jogo com as peças pretas e usando a Defesa Siciliana. Ele tinha 22 anos na época, o que fez dele o mais novo jogador a se tornar Campeão Mundial de Xadrez. A vitória de Kasparov com as pretas no décimo sexto jogo é considerado uma das melhores partidas de xadrez de todos os tempos.

## Perda do título

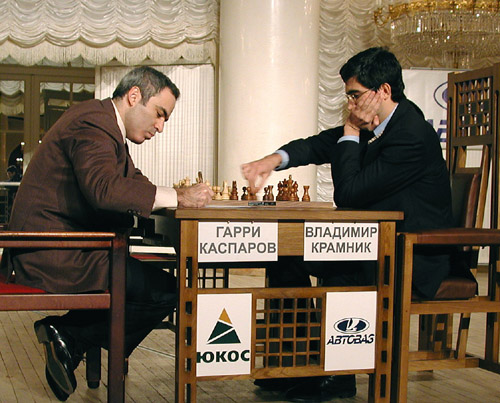
Kasparov jogando contra Vladimir Kramnik no Botvinnik Memorial em Moscou, 2001

A disputa entre Kasparov e Vladimir Kramnik ocorreu em Londres, durante o segundo semestre de 2000. Kramnik foi um aluno de Kasparov na lendária escola de xadrez de Botvinnik/Kasparov, e participou de seu time na disputa de 1995 contra Viswanathan Anand.
O melhor preparado Kramnik venceu o Jogo 2 contra a Defesa Grünfeld de Kasparov e conquistou posições de vitória nos Jogos 4 e 6. Kasparov cometeu um erro crítico no Jogo 10 com a Defesa Nimzoíndia, a qual Kramnik aproveitou para ganhar em 25 jogadas. Com as peças brancas, Kasparov não podia destruir a Defesa de Berlim da Ruy López e Kramnik fez todo o jogo com as pretas. Kramnik ganhou a partida com o placar de 8,5-6,5 e pela primeira vez em 15 anos Kasparov não teve nenhum título de campeonato mundial. Ele se tornou o primeiro jogador a perder um campeonato mundial sem ganhar um jogo desde Emanuel Lasker em 1921.
Após perder o título, Kasparov ganhou uma série de torneios e continuou sendo o jogador melhor classificado do mundo, na frente de Kramnik e os outros Campeões Mundiais da FIDE. Em 2001 ele recusou um convite para o Torneio de Candidatos para o título Clássico em Dortmund.

## Deep Blue
Em fevereiro de 1996 o computador de xadrez da IBM chamado Deep Blue venceu Kasparov em um jogo usando controles de tempo normal no Jogo 1. Mas Kasparov reagiu bem, terminando com 3 vitórias e 2 empates e ganhando facilmente a disputa.
Em maio de 1997, uma versão atualizada do Deep Blue derrotou Kasparov com um placar de 3½–2½ em uma disputa muito divulgada. Após cinco jogos, os dois jogadores estavam na mesma, porém Kasparov foi vencido do Jogo 6. Esta foi a primeira vez que um computador venceu um campeão mundial em uma disputa. Um documentário sobre este evento foi feito, intitulado Game Over: Kasparov and the Machine.
Kasparov declarou que muitos fatores pesaram contra ele nesta disputa. Em particular, foi negado a ele o acesso aos jogos recentes do Deep Blue, enquanto o time do computador poderia estudar centenas dos jogos de Kasparov.
Após a derrota, Kasparov disse que algumas vezes percebeu profunda inteligência e criatividade nos movimentos do computador, sugerindo que durante o segundo jogo jogadores humanos, em contravenção às regras, fizeram intervenções. A IBM negou que tenha trapaceado, dizendo que a única intervenção humana ocorreu entre jogos. A regra para que os desenvolvedores modificassem o programa entre jogos foi uma oportunidade que eles disseram que usaram para reforçar fraquezas nas jogadas do computador reveladas durante o curso da partida. Kasparov requereu acesso aos registros da máquina mas a IBM recusou, embora tenha publicado-os na internet posteriormente. O Garry pediu uma revanche, mas a IBM negou e aposentou o Deep Blue, o que foi visto por Kasparov como uma forma de cobrir as evidências de adulteração durante o jogo.

## Aposentadoria do xadrez
Após vencer o prestigioso Torneio de Linares pela nona vez, Kasparov anunciou em 10 de março de 2005 que ele se aposentaria das competições de xadrez. Ele citou como razão a falta de objetivos pessoais no mundo do xadrez e expressou frustração com o fiasco da tentativa de reunificar o campeonato mundial.
Kasparov disse que poderia jogar em alguns eventos de xadrez rápido por diversão, mas pretendia dedicar mais tempo para seus livros e em outras áreas da vida, e iria continuar se envolvendo na política russa.

## Regresso
Kasparov anunciou em 6 de julho de 2017 que iria participar do torneio Saint Louis Rapid & Blitz, em St. Louis, nos Estados Unidos, 12 anos depois de ter se aposentado.
"Eu tenho a impressão que vou aumentar a média da idade [de jogadores de xadrez] e diminuir a minha posição no 'ranking'", escreveu Kasparov, de 54 anos, no Twitter, acerca da sua presença no torneio de rápidas e de blitz. Nessa competição, realizada entre os dias 14 a 19 de agosto, Kasparov marcou 3,5/9 nas rápidas e 9/18 na de blitz, terminando em oitavo de dez participantes. O torneio, vencido por Levon Aronian, também contou a presença de Hikaru Nakamura, Fabiano Caruana e o ex-campeão mundial Viswanathan Anand.
Em 2020, ele participou do torneio Chess9LX de xadrez 960. Ele terminou em oitavo nesse torneio, que contou com dez jogadores. Na competição, ele empatou um jogo contra Magnus Carlsen, que acabou em primeiro lugar, empatado com Hikaru Nakamura.
Em 2021, Kasparov jogou na seção de blitz do evento Grand Chess Tour em Zagreb, na Croácia. Ele teve um desempenho ruim, marcando 0,5/9 no primeiro dia e 2,0/9 no segundo dia, obtendo sua única vitória contra Jorden Van Foreest. Ele também participou novamente de torneio Chess9LX de xadrez 960, terminando em quinto lugar em um total de dez jogadores, com uma pontuação de 5/9.

## Vida pessoal
Garry se casou três vezes: com Masha, com quem ele teve uma filha, antes de se divorciar; com Yulia, com quem ele teve um filho antes do divórcio em 2005; e com Daria, com quem também tem uma criança.

## Livros
Kasparov escreveu uma série de livros sobre xadrez. Ele publicou uma autobiografia controversa, ainda com cerca de 20 anos, originalmente intitulada Child of Change, mais tarde renomeada Unlimited Challenge. Este livro foi posteriormente atualizado várias vezes depois que ele se tornou Campeão Mundial. Ele também escreveu um livro com as anotações dos jogos da sua vitória no Campeonato Mundial de Xadrez de 1985, "World Chess Championship Match: Moscow, 1985" e uma coleção de outros jogos anotados em 1985: "Fighting Chess: My Games and Career" e este livro também foi atualizado várias vezes em futuras edições.
Em 1982, ele escreveu "Batsford Chess Openings", juntamente com o grande mestre britânico Raymond Keene, o qual ganhou uma segunda versão em 1989. Também foi co-autor de dois livros de aberturas com seu treinador Alexander Nikitin na década de 1980. Kasparov também contribuiu amplamente para a série de aberturas de cinco volumes intitulada "Encyclopedia of Chess Openings".
Outro livro de Kasparov compara o Xadrez e a vida com o título: "How Life Imitates Chess". Com sinceridade, sabedoria e humor, Kasparov narra suas vitórias e seus erros, tanto de seus anos como um concorrente de classe mundial, bem como a sua nova vida como um líder político na Rússia.

## Política

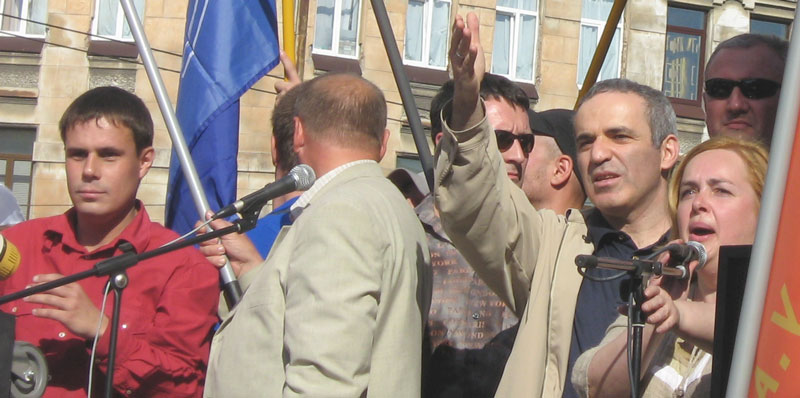
Kasparov em São Petersburgo em 9 de junho de 2007.

Kasparov se juntou ao Partido Comunista da União Soviética em 1984 e em 1987 foi eleito ao Comitê Central do Komsomol. No ano de 1990 ele saiu do partido e em maio participou da criação do Partido Democrático da Rússia. Em 1991, Kasparov recebeu um prêmio do Center for Security Policy (um think tank dos Estados Unidos) por suas contribuições "à defesa dos valores Americanos e dos Estados Unidos pelo mundo".
Em 30 de setembro de 2007, Kasparov entrou na corrida presidencial russa, recebendo 379 votos de 498 em um congresso realizado em Moscou.
Em outubro de 2007, Kasparov anunciou sua intenção de ser candidato da coalizão de oposição a Vladimir Putin "Other Russia" e prometeu lutar por uma "Rússia democrática e justa". Mais tarde, ele viajou aos Estados Unidos, onde apareceu em muitos programas de televisão.
Em 24 de novembro de 2007, Kasparov e outros manifestantes foram detidos pela polícia em um comício da Other Russia em Moscou. Seguiu-se a isto uma tentativa por parte de cerca de cem manifestantes de romper as linhas policiais e marchar sobre a comissão eleitoral, que tinha barrado sua coalizão nas eleições parlamentares. Ele foi posteriormente acusado de resistir à prisão e organizar um protesto não autorizado e recebeu uma sentença de prisão de cinco dias, sendo libertado em 29 de novembro. O governo prendeu quase todos os manifestantes desde que eles só foram sancionadas para "demonstrar" e não a "marcha".
Posteriormente naquele ano, em entrevista à revista Time, Putin criticou o uso de Kasparov de Inglês depois de sua prisão.
Em 12 de dezembro de 2007, Kasparov anunciou que ele teve de retirar sua candidatura presidencial, devido à incapacidade de alugar um salão, onde pelo menos quinhentos dos seus apoiantes poderiam se reunir para endossar sua candidatura, como é legalmente exigido. Com o prazo expira na mesma data, ele alegou que era impossível para ele concorrer. A porta-voz de Kasparov acusou o governo de usar a pressão para impedir o aluguel de um salão para a reunião e disse que a comissão eleitoral rejeitou uma proposta de realização de pequenas reuniões ao mesmo tempo, em vez de uma só em um grande salão.
Kasparov anunciou em junho de 2013, em Genebra, que não voltaria ao seu país natal, por medo de perseguição devido às suas atividades políticas.
Em novembro de 2013, foi anunciado na imprensa que Kasparov iniciou o processo para obter nacionalidade letã.
Em março de 2014, Kasparov obteve o passaporte e a cidadania croata.
Em outubro de 2016, publicou o livro "O Inimigo que Vem do Frio", onde alerta para a passividade das lideranças do Ocidente ao lidarem com o regime russo de Vladimir Putin, que apelida de "máfia". A edição portuguesa do livro de Kasparov (da editora Clube do Autor) aparece com o sub-título "Os riscos da liderança russa e a grande ameaça à paz no mundo ocidental". Na edição em língua inglesa o subtítulo vai mais direto ao ponto que o autor quer transmitir: "Why Vladimir Putin and the enemies of the free world must be stopped" (Por que é que Vladimir Putin e os inimigos do Mundo Livre têm de ser travados).